# 12752 Kvarnis
12752 Kvarnis eller 1993 FR35 är en asteroid i huvudbältet som upptäcktes den 19 mars 1993 av UESAC vid La Silla-observatoriet. Den är uppkallad efter Kvarngärdesskolan i Uppsala.
Asteroiden har en diameter på ungefär 5 kilometer.